# Guégon
Guégon é uma comuna francesa na região administrativa da Bretanha, no departamento Morbihan. Estende-se por uma área de 53,05 km². Em 2010 a comuna tinha 2 333 habitantes (densidade: 44 hab./km²).